# Fågelfjärd
Fågelfjärd är en sjö i Östhammars kommun i Uppland och ingår i Forsmarksåns huvudavrinningsområde. Sjön har en area på 0,124 kvadratkilometer och ligger 4 meter över havet. Sjön avvattnas av vattendraget Länsöån.

## Delavrinningsområde
Fågelfjärd ingår i det delavrinningsområde (669479-163059) som SMHI kallar för Mynnar i Forsmarksån. Medelhöjden är 12 meter över havet och ytan är 21,07 kvadratkilometer. Räknas de 2 avrinningsområdena uppströms in blir den ackumulerade arean 82,13 kvadratkilometer. Länsöån som avvattnar avrinningsområdet har biflödesordning 2, vilket innebär att vattnet flödar genom totalt 2 vattendrag innan det når havet efter 4,1 kilometer. Avrinningsområdet består mestadels av skog (66 procent) och sankmarker (10 procent). Avrinningsområdet har 0,12 kvadratkilometer vattenytor vilket ger det en sjöprocent på 0,6 procent.